# Публій Клавдій Пульхр (претор)
Пу́блій Кла́вдій Пульхр (лат. Publius Clodius Pulcher; 59 до н. е. — після 30 до н. е.) — політичний діяч Римської республіки.

## Життєпис
Походив із патриціанського роду Клавдіїв. Син Публія Клодія Пульхра, народного трибуна 58 року до н. е., і Фульвії.
У 52 році до н. е. його батько був вбитий своїм політичним супротивником Титом Анніем Мілоном. Бажаючи захопити малолітнього Публія Пульхра, Мілон вирушив в Альбанську садибу, де той перебував, але раби встигли заховати хлопчика і не видали його, попри погрози й тортури.
На прохання Публія його вітчим Марк Антоній у 44 році до н. е. відновив права його клієнта Секста Клодія. Згодом обіймав посаду квестора, голови суду, входив до колегії авгурів. У 40 році до н. е. разом із матір'ю рушив до Греції, де зустрівся з Марком Антонієм. Втім, після смерті матері повернувся до Риму. У 31 році до н. е. став претором.
Був слабохарактерною людиною, скандально прославився пристрасною любов'ю до повій. Помер, за однією версією, вдавившись під час сніданку, за іншою — під час епідемії.

## Родина
- Аппій Клавдій Пульхр, монетарій 8—11 років до н. е.